# Berserker (Saberhagen)
La serie Berserker es un conjunto de relatos cortos y novelas de ciencia ficción del subgénero ópera espacial escritas por Fred Saberhagen, en el que máquinas autorreplicantes robóticas intentan destruir toda la vida orgánica inteligente. Estos Berserker, llamados así por los guerreros berserker de la mitología nórdica, son armas del Día del Juicio Final residuo de una guerra interestelar entre dos razas extraterrestres hace aproximadamente 50 000 años. Todas ellas tienen inteligencia artificial, y sus tamaños varían desde un asteroide, en el caso de las bases de construcción y reparación automatizadas, hasta el tamaño y la forma de un ser humano o más pequeñas.
Las bases de los Berserkers son capaces de fabricar más ejemplares de estos y en formas más mortíferas en la medida que se perciban como necesarios. Los berserkers originales habían sido diseñados y construidos como un arma final para eliminar al enemigo en una guerra librada mucho tiempo atrás. La raza que los creó de alguna forma olvidó cómo apagarlos, y fue eliminada a su vez. Entonces los berserkers se pusieron a eliminar a toda la vida inteligente allá donde pudieran encontrarla. Cuando descubrieron que algunas formas de vida eran extremadamente mortales para ellos, construyeron versiones de berserkers capaces de destruir planetas y aquellas lunas que fueran capaces de albergar vida, solo por si se daba la posibilidad de que algún día pudiera llegar a surgir vida en ellas.

## Contexto
Las historias acerca de Berserker (publicadas como novelas y relatos cortos) describen el combate de la humanidad contra los berserkers. El término humanidad se refiere a toda la vida inteligente y orgánica en la Vía Láctea, enfatizando la amenaza común que los berserkers son para todas las formas de vida. Los Homo sapiens, referidos como humanos de ascendencia terrestre o ED (por sus siglas en inglés), o como solarianos, son la única especie inteligente lo bastante agresiva para poder enfrentarse a los berserkers. Los seres humanos son llamados descendientes terrestres ya que hay miles de millones de ellos viviendo en Marte, Venus y centenares de otros planetas a través de la galaxia.
Los aliados de los humanos incluyen a los telepáticos Carmpans, una sutil y misteriosa especie incapaz de agresión directa. Las primeras historias en la serie son relatadas por un carmpan individual, el Tercer Historiador, quien desea hacer una crónica de la vida en la galaxia y de la lucha contra los berserkers.
La primera historia, Without a Thought (en castellano: "Sin pensárselo") (1963), era básicamente un puzle donde el protagonista hace frente al problema de simular inteligencia para engañar a un enemigo mientras intenta determinar si hay algún ser consciente en una nave espacial.
Saberhagen creó a los Berserkers como la razón para una historia en un impulso  repentino, pero el concepto básico demostró ser tan fructífero y tenía tantas posibles ramificaciones que le sirvió de base para muchas otras historias. Un tema común a todos los relatos es cómo la aparente debilidad e inconsistencias de los seres vivos son realmente las fortalezas que llevarán finalmente a la derrota a estas máquinas asesinas.
La segunda historia introduce a la buena vida: humanos traidores o colaboradores que ayudan a las máquinas berserkers para permanecer por vida por algún tiempo. Historias posteriores introducen a los qwib-qwib, un berserker anti-berserker.

## Libros
- Berserker (colección, 1967) colección de relatos
  - "Without a Thought" (aparece por primera vez como "Fortress Ship" en Worlds of If, enero 1963)
  - "Goodlife" (aparece por primera vez en Worlds of Tomorrow, diciembre 1963)
  - "Patron of the Arts" (aparece por primera vez en Worlds of If, agosto 1965)
  - "The Peacemaker" (aparece por primera vez como "The Lifehater" en Worlds of If, agosto 1964)
  - "Stone Place" (aparece por primera vez en Worlds of If, marzo 1965)
  - "What T and I Did" (aparece por primera vez en Worlds of If, abril 1965)
  - "Mr. Jester" (aparece por primera vez en Worlds of If, enero 1966)
  - "Masque of the Red Shift" (aparece por primera vez en Worlds of If, noviembre 1965)
  - "Sign of the Wolf" (aparece por primera vez en Worlds of If, mayo 1965)
  - "In the Temple of Mars" (aparece por primera vez en Worlds of If, abril 1966)
  - "The Face of the Deep" (aparece por primera vez en Worlds of If, septiembre 1966)
- Brother Assassin (colección, 1969)
  - (Una versión más corta aparece por primera vez en Galaxy Science Fiction, 1967)
- Berserker Wars (colección, 1981)
  - "Stone Place" (aparece por primera vez en Worlds of If, marzo 1965)
  - "The Face of the Deep" (aparece por primera vez en Worlds of If, septiembre 1966)
  - "What T and I Did" (aparece por primera vez en Worlds of If, abril 1965)
  - "Mr. Jester" (aparece por primera vez en Worlds of If, enero 1966)
  - "The Winged Helmet"
  - "Starsong" (aparece por primera vez en Worlds of If, enero 1968)
  - "Some events at the Templar Radiant" (aparece por primera vez en Destinies, mayo-agosto, 1979)
  - "Wings out of Shadow" (aparece por primera vez en Worlds of If, marzo-abril, 1974)
  - "The Smile" (aparece por primera vez en Algol, verano/otoño 1977)
  - "The Adventure of the Metal Murderer"
  - "Patron of the Arts" (aparece por primera vez en Worlds of If, agosto 1965)
- Berserker Throne (1985)
- Berserker Blue Death (1985)
- Berserker Base (1985), una antología con varios autores invitados; Saberhagen escribió los interludios que conectan los relatos.
  - "Prisoners' Base" por Fred Saberhagen
  - "What Makes us Human" por Stephen Donaldson
  - "Friends Together" por Fred Saberhagen
  - "With Friends Like These" por Connie Willis
  - "The Founts of Sorrow" por Fred Saberhagen
  - "Itself Surprised" por Roger Zelazny
  - "The Great Secret" por Fred Saberhagen
  - "Deathwomb" por Poul Anderson
  - "Dangerous Dreams" por Fred Saberhagen
  - "Pilots of the Twilight" por Ed Byrant
  - "Crossing the Bar" por Fred Saberhagen
  - "A Teardrop Falls" por Larry Niven
  - "Berserker base" por Fred Saberhagen
- Ultimate Enemy (colección, 1987)
  - "The Smile" (aparece por primera vez en Algol, verano/otoño 1977)
  - "Pressure" (aparece por primera vez como "Berserkers Prey" en Worlds of If, junio 1977)
  - "The Annihilation of Angkor Apeiron" (aparece por primera vez en Galaxy, febrero 1977)
  - "Inhuman Error" (aparece por primera vez en Analog, octubre 1974)
  - "Some events at the Templar Radiant" (aparece por primera vez en Destinies, mayo-agosto, 1979)
  - "Starsong" (aparece por primera vez en Worlds of If, enero 1968)
  - "Smasher" (aparece por primera vez en The Magazine of Fantasy & Science Fiction, agosto 1978)
  - "The Game" (aparece por primera vez en The Flying Buffalo's Favorite Magazine, mayo-junio 1977)
  - "Wings out of Shadow" (aparece por primera vez en Worlds of If, marzo-abril, 1974)
- Berserker Attack (colección de edición limitada, 1987)
  - "Masque of the Red Shift" (aparece por primera vez en Worlds of If, noviembre 1965)
  - "In the Temple of Mars" (aparece por primera vez en Worlds of If, abril 1966)
  - "Brother Berserker"
  - "Smasher" (aparece por primera vez en The Magazine of Fantasy & Science Fiction, agosto 1978)
- Berserker's Planet (1991)
- Berserker Lies (colección, 1991)
  - "The Machinery of Lies"
  - "Masque of the Red Shift" (aparece por primera vez en Worlds of If, noviembre 1965)
  - "In the Temple of Mars" (aparece por primera vez en Worlds of If, abril 1966)
  - "Brother Berserker"
  - "Smasher" (aparece por primera vez en The Magazine of Fantasy & Science Fiction, agosto 1978)
- Berserker Man (1992)
- Berserker Kill (1993)
- Berserker Fury (1997)
- Shiva in Steel (1998)
- Berserker Star (2003)
- Berserker Prime (2003)
- Rogue Berserker (2005)

Algunas de las colecciones tienen relatos duplicados.

## Analogías históricas y literarias
Algunas de las primeras historias acerca de los Berserker constituyen una reconstrucción al estilo ciencia ficción de los eventos que rodearon a la batalla de Lepanto en 1571.
| En los relatos Berserker | En la historia       |
| ------------------------ | -------------------- |
| Berserkers               | Turcos otomanos      |
| Venus                    | Venecia              |
| Esteel                   | España (cf. Espania) |
| Austeel                  | Austria              |
| Stone Place              | Lepanto              |
| Johann Karlsen           | Don Juan de Austria  |
| Felipe Nogara            | Felipe II de España  |
| Mitchell Spain           | Miguel de Cervantes  |
| Naves con cañones C-plus | galeazas             |

Adicionalmente, la novela Berserker Fury es una versión espacial de la batalla de Midway. El planeta isla era llamado 50/50 (a mitad de camino o medio camino (en inglés: Midway) entre el límite del espacio controlado por los Berserker y la base humana de Port Diamond), las naves espaciales involucradas recibieron nombres de buques de Estados Unidos (Stinger por el USS Hornet, Venture por el USS Enterprise, etc.), y la batalla utilizaba casi exactamente las mismas tácticas, entre otras similitudes. Por ejemplo, los cazas estacionados en 50/50 no eran evaluados como capaces de enfrentarse a los cazas Void berserker. 'Starsong' en Berserker Wars era una obvia adaptación de 'Orfeo y Eurídice'.

## Adaptaciones
- Un juego de mesa basado en la serie fue producido por Flying Buffalo Inc en el año 1982.[1]
- Una adaptación para un libro de cómic está siendo creada por Fan-Atic Press.[2]

## Nota
- Esta obra contiene una traducción  derivada de «Berserker (Saberhagen)» de Wikipedia en inglés, concretamente de esta versión, publicada por sus editores bajo la Licencia de documentación libre de GNU y la Licencia Creative Commons Atribución-CompartirIgual 4.0 Internacional.